# Hell's Angel
Hell's Angel é um documentário televisivo de 1994 do Channel 4 da Inglaterra sobre Madre Teresa de Calcutá. O roteiro é de Christopher Hitchens e Tariq Ali, sendo precursor do livro The Missionary Position de Hitchens.
Segundo o filme, Me. Teresa instava os pobres a aceitar seu destino, enquanto os ricos seriam favorecidos por Deus.